# Živilė Balčiūnaitė
Živilė Balčiūnaitė (née le 3 avril 1979 à Vilnius) est une athlète lituanienne, spécialiste du marathon.

## Biographie
Son record est de 2 h 25 min 15, obtenu en 2005. Elle a été 11e et 14e aux Jeux olympiques et a terminé 4e des Championnats d'Europe 2006. 
Elle remporte l'épreuve du marathon des Championnats d'Europe d'athlétisme 2010 à Barcelone mais subit lors de cette compétition un contrôle antidopage positif à la Testostérone et à l'épitestosterone. Le 5 avril 2011, la Fédération lituanienne d'athlétisme annonce, par l'intermédiaire de son Président Eimantas Skrabulis, que Živilė Balčiūnaitė est suspendue deux ans de toute compétition sportive. Son titre de championne d'Europe lui est par conséquent retiré. À la suite de cette sanction, elle décide de faire appel. Celui-ci est rejeté par le Tribunal arbitral du sport le 2 avril 2012, confirmant la suspension jusqu'en septembre 2012, ce qui prive Balčiūnaitė des JO de Londres.
Elle est suspendue jusque 2019 puis jusqu'en 2024.

## Palmarès
| Date | Compétition           | Lieu      | Résultat | Performance     |
| ---- | --------------------- | --------- | -------- | --------------- |
| 2004 | Jeux olympiques       | Athènes   | 14e      | 2 h 35 min 01 s |
| 2006 | Championnats d'Europe | Göteborg  | 4e       | 2 h 31 min 01 s |
| 2008 | Jeux olympiques       | Pékin     | 11e      | 2 h 29 min 33 s |
| 2010 | Championnats d'Europe | Barcelone | DSQ      | —               |